# Sistotrema globosa
Sistotrema globosa é uma espécie de fungo pertence à família Hydnaceae.